# Eupithecia segnis
Eupithecia segnis là một loài bướm đêm trong họ Geometridae.